# Maghreb Fez
Maghreb Fez (Arabisch: المغرب الرياضي الفاسي) is een Marokkaanse voetbalclub gevestigd in Fez. De club is opgericht in 1946 en speelt in haar traditionele geelzwart gestreept tenue. Maghreb Fez heeft verschillende prijzen gepakt op nationaal en internationaal niveau.

## Stadion
Lange tijd speelde Maghreb Fez in de Hassan II stadion, maar sinds 2007 speelt Maghreb Fez in het multifunctionele stadion Fez Stadium in Fez. Het wordt momenteel voornamelijk voor voetbalwedstrijden gebruikt en heeft atletiek-faciliteiten. Het stadion biedt ruimte aan 45.000 toeschouwers. De officiële opening was op 25 november 2007.

## Prijzenkast
- Botola Pro (4x)
  - Winnaar: 1965, 1979, 1983, 1985

- Moroccan Throne Cup (4x)
  - Winnaar: 1980, 1988, 2011, 2016

- Botola 2 (2x)
  - Winnaar: 1997, 2006

- CAF Confederation Cup (1x)
  - Winnaar: 2011

- CAF Supercup (1x)
  - Winnaar: 2012

## Bekende (oud-)spelers
- Tarik Sektioui
- Anas Zniti
- Ibrahim Maaroufi